# Ctenucha reimoseri
Ctenucha reimoseri är en fjärilsart som beskrevs av Hans Zerny 1912. Ctenucha reimoseri ingår i släktet Ctenucha och familjen björnspinnare. Inga underarter finns listade i Catalogue of Life.